# Parafia św. Mikołaja w Grabowcu (diecezja radomska)
Parafia pw. św. Mikołaja – parafia rzymskokatolicka mająca swoją siedzibę w Grabowcu w powiecie lipskim, w gminie Rzeczniów. Należy do dekanatu sienneńskiego w diecezji radomskiej.

## Historia
Parafia powstała wraz z miasteczkiem na początku XVII wieku. Budowę kościoła z 1626 roku sfinansował Mikołaj Skaryszewski, kasztelan sandomierski. Kościół został wybudowany w stylu wczesnobarokowym. Konsekrowany w 1629 roku przez biskupa krakowskiego Marcina Szyszkowskiego. Budowę obecnego, murowanego kościoła pw. św. Mikołaja na miejscu poprzedniego ukończono w 1779 roku, jego budowę sfinansował hrabia Piotr Małachowski. Świątynia jest orientowana.

## Zasięg parafii
Do parafii należą wierni z miejscowości: Aleksandrów, Borcuchy, Dębowe Pole, Dubrawa, Grabowiec, Kaniosy, Rybiczyzna, Rzechów Gościnec, Rzechów-Kolonia, Stary Rzechów, Wólka Modrzejowa, Wólka Modrzejowa-Kolonia i Zawały.

## Proboszczowie
- 1936–1969 – ks. Stefan Kolasa
- 1969–1973 – ks. Aleksander Niparko
- 1973–1982 – ks. Marian Okła
- 1983–2006 – ks. kan. Antoni Barszcz
- od 2006 – ks. Zbigniew Wypchło